# Tardes (rivière)
Pour les articles homonymes, voir Tardes (homonymie).
La Tardes (Tarda en occitan) est une rivière française qui coule en région Nouvelle-Aquitaine, dans le département de la Creuse. C'est un affluent de la rive gauche du Cher, donc un sous-affluent de la Loire.

## Géographie
De 77,3 km de longueur, le cours d'eau prend sa source quelques mètres en amont de l'étang de la Chaud, sur la commune de La Mazière-aux-Bons-Hommes, tout près de la limite communale de Basville. Coulant dans un premier temps vers le sud-ouest, la Tardes bifurque vers le nord-ouest après le bourg de Basville, arrose Crocq, Saint-Avit-de-Tardes, s'oriente progressivement vers le nord au fur et à mesure qu'elle descend de la Montagne limousine vers les Combrailles. Après avoir reçu le Roudeau, bordé l'ancienne abbaye de Bonlieu et arrosé le village de Tardes, elle continue vers l'est et reçoit la Voueize à Chambon-sur-Voueize. Sa vallée s'encaisse; le cours d'eau reçoit le Chat Cros, longe l'ancienne mine d'or du Châtelet puis conflue finalement avec le Cher dans le lac formé par le barrage de Rochebut.

## Principaux affluents
Six affluents de la Tardes dépassent dix kilomètres de longueur :
- (D) le Roudeau ou ruisseau de la Villeneuve, 18,0 km[4] ;
- (D) le Bellegy ou ruisseau des Portes, 12,0 km[5] ;
- (D) la Valette ou Vezelle, 14,6 km[6] ;
- (D) la Méouze, 16,3 km[7] ;
- (G) la Voueize, 53,6 km[8] ;
- (D) le Chat Cros, 23,7 km[9].

## Hydrologie
La Tardes est une rivière fort irrégulière. 

### La Tardes à Évaux-les-Bains
Son débit a été observé pendant une période de 87 ans (1921-2007), à Évaux-les-Bains localité située tout près de son confluent,. Le bassin versant de la rivière y est de 854 km2.
Le module de la rivière à Évaux-les-Bains est de 9,09 m3/s.
La Tardes présente des fluctuations saisonnières de débit importantes et typiques du nord du Limousin. Les crues sont hivernales et s'accompagnent de débits mensuels moyens allant de 12,8 à 16,6 m3/s, de décembre à avril inclus (maximum en février). Dès le mois d'avril, le débit diminue progressivement jusqu'à la période des basses eaux d'été-début d'automne, qui se déroulent de juin à octobre inclus, et entraînent une baisse du débit moyen mensuel allant jusque 1,94 m3/s au mois d'août soit près de 2 000 litres par seconde, ce qui reste assez consistant.

### Étiage ou basses eaux
Cependant, à l'étiage, le VCN3 peut chuter jusque 0,031 m3/s, en cas de période quinquennale sèche, soit 31 litres par seconde, ce qui devient très sévère, le cours d'eau se réduisant alors à quelques filets d'eau.

### Crues
Les crues peuvent être très importantes. Les QIX 2 et QIX 5 valent respectivement 100 et 150 m3/s. Le QIX 10 vaut 190 m3/s, tandis que le QIX 20 est de 220 m3/s. Enfin le QIX 50 se monte à pas moins de 260 m3/s. Cela signifie que la Tardes devrait avoir statistiquement une crue de l'ordre de 100 m3/s tous les deux ans, et que tous les dix ans, une crue d'environ 190 m3/s doit se produire.
Le débit instantané maximal enregistré a été de 353 m3/s le 1er décembre 1964, tandis que la valeur journalière maximale était de 460 m3/s le 4 octobre 1960. En comparant ces chiffres aux valeurs des différents QIX de la rivière, il apparaît que les deux crues mentionnées étaient plus que cinquantennales et donc tout à fait exceptionnelles.

### Lame d'eau et débit spécifique
La lame d'eau écoulée dans le bassin de la Tardes est de 337 millimètres annuellement, ce qui est sensiblement égal à la moyenne d'ensemble de la France, mais nettement supérieur à l'ensemble du bassin versant de la Loire (244 millimètres par an), ainsi que du Cher (223 mm/an). Le débit spécifique (ou Qsp) se monte dès lors à 10,6 litres par seconde et par kilomètre carré de bassin.

## Ponts
Un pont suspendu de Saint-Marien 46° 14′ 00″ N, 2° 30′ 29″ E relie les sites de Saint-Marien (commune d'Évaux-les-Bains) et de Sainte-Radegonde (commune de Budelière), à proximité du confluent avec le Cher.
Le viaduc de la Tardes, près d'Évaux-les-Bains se trouve sur la ligne de chemin de fer de Montluçon à Eygurande, ligne désaffectée en 2008.